# Delivery Traffic Indication Message
Delivery Traffic Indication Message (DTIM) es una indicación del tráfico de mensajes que informa a los clientes sobre la presencia de buffer y/o datos del multicanal en el punto de acceso. Se genera dentro de la almenara periódica a una frecuencia especificada por el DTIM.
Las almenaras son paquetes enviados por un punto de acceso para sincronizar una red inalámbrica (Wireless). Los (TIM)s que están presentes en cada almenara son señalados para señalar la presencia de datos unicast unbuffered. Después del DTIM, el punto de acceso envía los datos del multicast/broadcast, siguiendo las reglas de acceso de canal normales (CSMA/CA).